# Sega AM2

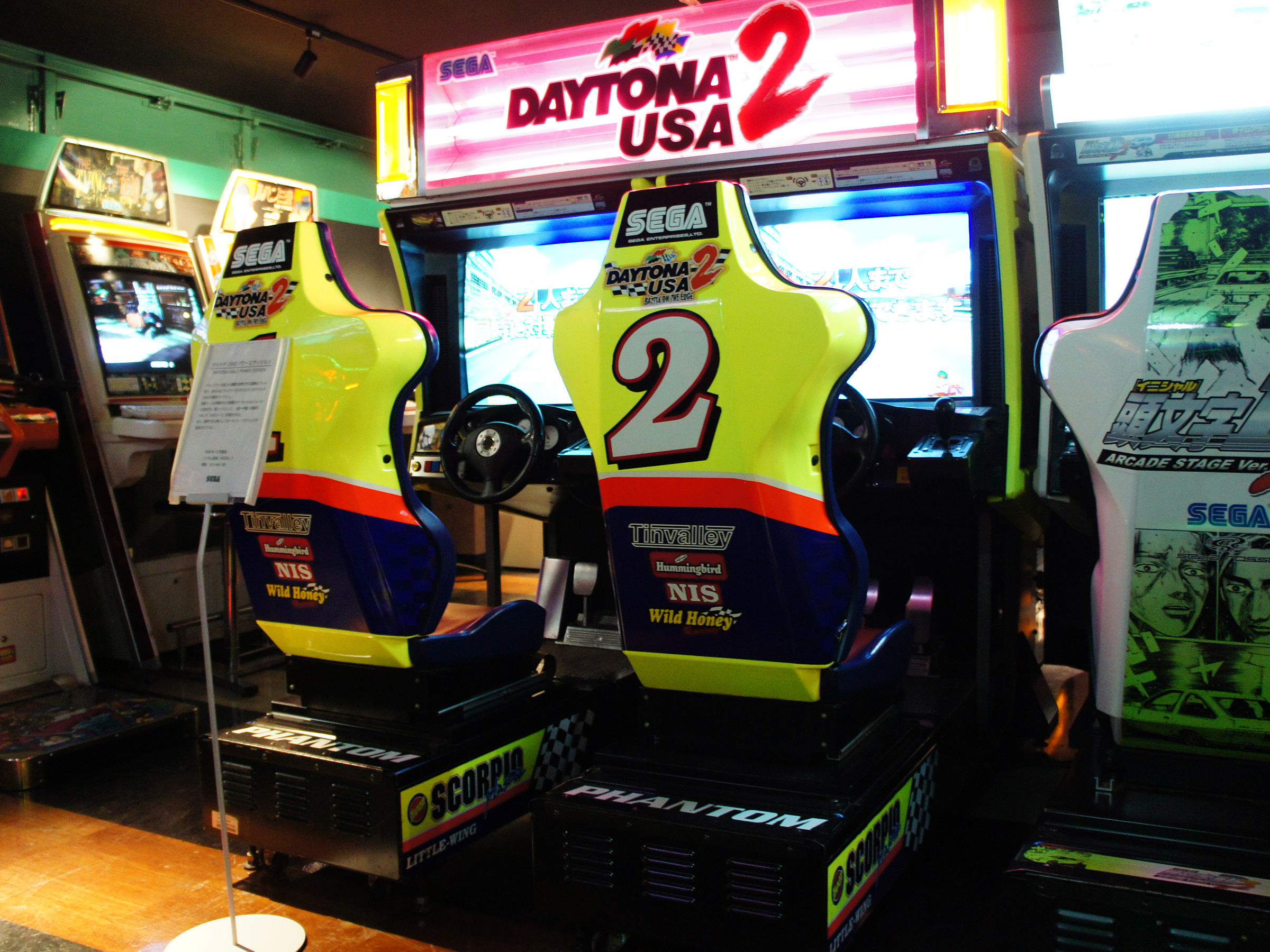
Sega Daytona USA 2

Sega Amusement Machine Research and Development Department 2 (popularmente conhecida como AM2, em português Departamento de desenvolvimento e pesquisa de máquinas de diversão da Sega 2), é um estúdio de pesquisa e desenvolvimento da empresa de videogames Sega. AM2 era dirigida pelo criador Yu Suzuki. Das equipes internas de desenvolvimento, a AM2 é a mais famosa (junto com o Sonic Team) e se tornou a fonte de vários sucessos da empresa.
Nos anos 80 lançou os clássicos After Burner, Out Run e Space Harrier, todos grandes sucessos. Mais tarde, o grupo liderou a revolução tridimensional nos jogos, passando a criar jogos que utilizavam polígonos ao invés de sprites, levando a simulação 3D além da iniciada pelos jogos Ultima Underworld e Wolfenstein 3D com as séries Virtua Fighter, Virtua Cop e Daytona USA, que é provavelmente o jogo arcade mais bem sucedido de todos os tempos.
Após o lançamento de OutRun 2, a AM2 foi re-absorvida pela Sega em 1º de julho de 2004. Mas, ao contrário dos outros estúdios, permaneceu como uma divisão da Sega.

## Lista de jogos desenvolvidos pela AM2

### Arcade
- 18 Wheeler: American Pro Trucker
- After Burner
- After Burner II
- Arabian Fight
- Beach Spikers
- Burning Rival
- Daytona USA
- Daytona USA 2
- Desert Tank
- Dynamite Dux
- F1 Exhaust Note
- F1 Super Lap
- Ferrari F355 Challenge
- Ferrari F355 Challenge 2: International Course Edition
- Fighting Vipers
- Fighting Vipers 2
- G-LOC: Air Battle
- Ghost Squad
- GP Rider
- Hang-On
- The King of Route 66
- Out Run
- OutRun 2
- OutRun 2 SP
- Outtrigger
- Power Drift
- Quest of D
- Sega Super GT (Scud Race no Japão)
- Sonic the Fighters (Sonic Championship)
- Soreike Kokology
- Soreike Kokology 2
- Space Harrier
- Strike Fighter
- Super Hang-On
- Turbo Out Run
- Virtua Cop
- Virtua Cop 2
- Virtua Cop 3
- Virtua Fighter
- Virtua Fighter 2
- Virtua Fighter 2.1
- Virtua Fighter 3
- Virtua Fighter 3tb
- Virtua Fighter 4
- Virtua Fighter 4 Evolution
- Virtua Fighter 4 Final Tuned
- Virtua Fighter 5
- Virtua Fighter Kids
- Virtua Formula
- Virtua Racing
- Virtua Striker
- Virtua Striker 2
- Virtua Striker 2 version '98
- Virtua Striker 2 version '99
- Virtua Striker 2 version '99.1
- Virtua Striker 2 ver. 2000

### Dreamcast
- 18 Wheeler: American Pro Trucker
- Ferrari F355 Challenge (Ferrari F355 Challenge: Passione Rossa)
- Fighting Vipers 2
- Outtrigger
- Project Propeller Online
- Propeller Arena
- Shenmue
- Shenmue II
- Virtua Cop 2
- Virtua Striker 2 (Virtua Striker 2 ver. 2000.1)

### Game Gear
- G-LOC: Air Battle
- Out Run
- Space Harrier

### Nintendo GameCube
- 18 Wheeler: American Pro Trucker
- Beach Spikers
- Virtua Quest

### Sega Genesis
- After Burner II
- Out Run
- Rent-A-Hero
- Space Harrier II
- Sword of Vermilion (Vermilion)
- Virtua Fighter 2
- Virtua Racing

### Sega Master System
- After Burner
- Dynamite Dux
- Out Run
- Space Harrier
- Space Harrier 3-D

### Microsoft Windows
- Virtua Fighter
- Virtua Fighter 2
- Virtua Squad
- Virtua Squad 2
- Daytona USA
- Sega Rally
- Sega Rally 2

### PlayStation 2
- 18 Wheeler: American Pro Trucker
- Aero Elite: Combat Academy (Aero Dancing 4: New Generation)
- Ferrari F355 Challenge
- King of Route 66, The
- Super Dimension Fortress Macross, The
- Virtua Cop: Elite Edition (Virtua Cop Re-Birth)
- Virtua Fighter 4
- Virtua Fighter 4 Evolution
- Virtua Quest

### Sega Saturn
- Digital Dance Mix
- Fighters Megamix
- Fighting Vipers
- Sega Ages: After Burner II
- Sega Ages: Out Run
- Sega Ages: Power Drift
- Sega Ages Vol. 2: Space Harrier
- Virtua Cop
- Virtua Cop 2
- Virtua Fighter
- Virtua Fighter 2
- Virtua Fighter CG Portrait Series
- Virtua Fighter Kids
- Virtua Fighter Remix
- Virtua Racing

### Sega 32X
- Virtua Fighter
- Virtua Racing Deluxe

### Xbox
- OutRun 2
- Shenmue II

### Playstation 3
- Virtua Fighter 5

### Xbox 360
- Virtua Fighter 5